# Германският император в Хамбург
„Германският император в Хамбург“ (на английски: German Emperor at Hamburg) е британски късометражен документален ням филм от 1895 година на операторите Бърт Ейкрис и Хенри Шорт, които са заснели посещение на германският император Вилхелм II в Хамбург.

## В ролите
- Император Вилхелм II[2]